# 1169
1169 (MCLXIX) a fost un an obișnuit al calendarului iulian.

## Evenimente
- 2 ianuarie: Regele Amalric I al Ierusalimului se retrage din Egipt.
- 6 ianuarie: Pacea de la Montmirail: regii Henric al II-lea al Angliei și Ludovic al VII-lea al Franței încheie un tratat, prognozând căsătoria dintre copiii lor Richard (duce de Aquitania), respectiv Adele (contesă de Vexin); totodată, moștenirea lui Henric al II-lea se împarte între fiii săi Henric (Normandia și Anjou) și Richard (Aquitania).
- 8 ianuarie: Trimis de Nur ad-Din, atabegul de Damasc și Cairo, conducătorul militar Shirkuh intră în Cairo, unde este primit ca eliberator.
- 18 ianuarie: După asasinarea vizirului Shawar de către Saladin, Shirkuh devine vizir de Cairo.
- 4 februarie: Un puternic cutremur de pământ distruge Catania, în Sicilia (circa 20.000 de decedați).
- 8 martie: Cneazul Andrei Bogoliubski pradă Kievul și mută capitala Rusiei kievene la Vladimir; la Kiev este lăsat fratele său, Gleb; Rusia devine o confederație de orașe-stat dispersate, aflate în continuă rivalitate.
- 23 martie: Devenit vizir de Cairo după moartea unchiului său Shirkuh, Saladin îi înlocuiește pe funcționarii fatimizi cu partizani ai săi și reprimă o revoltă a trupelor egiptene.
- 1 mai: Regele Henric al II-lea al Angliei își debarcă trupele în golful Bannow, punând în practică bula papală din 1156 care acordă regilor Angliei misiunea de a supune Irlanda.
- 8 iunie: Dieta de la Bamberg alege pe Henric al VI-lea de Hohenstaufen, fiul împăratului Frederic Barbarossa, ca rege roman.
- 1 septembrie: Regele Henric al II-lea al Angliei primește pe legații papali, veniți în Anglia cu misiunea reconcilierii dintre rege și Thomas Becket.
- 27 octombrie: Expediție conjugată a cruciaților și bizantinilor asupra Damiettei, în Egipt; orașul rezistă, ca urmare a ajutoarelor trimise de Saladin, vizirul de Cairo.
- 13 decembrie: Regele Amalric I al Ierusalimului este nevoit să renunțe la asediul asupra Damiettei.
- 25 decembrie: Constance de Bretagne, moștenitoarea ducelui Conan al IV-lea "cel Mic" de Bretagne, este nevoită să se căsătorească cu Geoffroi al II-lea, cel de al treilea fiu al regelui Henric al II-lea al Angliei; Bretagne trece sub influența Plantageneților.

### Nedatate
- Având sprijinul regelui Afonso I al Portugaliei, aventurierul Geraldo asediază pe musulmanii din Badajoz; califul almohad Abu Yaqub Yusuf reușește să încheie o alianță cu regele Ferdinand al II-lea al Leonului, împreună cu care atacă pe portughezii din regiunea Badajoz, luând prizonieri atât pe regele Afonso I, cât și pe Geraldo.
- Comitatul de Bourgogne (Franche-Comte) este integrat în Sfântul Imperiu Roman; împăratul Frederic Barbarossa își stabilește curtea la Dole.
- Conducătorul englez Richard de Clare încheie o alianță cu conducătorul irlandez exilat Dermot MacMurrough, pentru a-l sprijini să își recâștige tronul din Leinster; începe o perioadă de intervenții tot mai dese ale englezilor în Irlanda.
- Patriarhul de Constantinopol îl depune pe Constantin al II-lea, mitropolitul de Kiev.
- Prima atestare documentară a localității Dud, (județul Arad).
- Prima atestare documentară a localității Girișu Negru, (județul Bihor).
- Prima atestare documentară a localității Hodoș, (județul Bihor).
- Prima atestare documentară a localității Sâniob, (județul Bihor).
- Prima atestare documentară a localității Șiria, (județul Arad).
- Prima atestare documentară a localității Tămașda, (județul Bihor).

## Arte, științe, literatură și filozofie
- Filosoful Averroes este numit cadiu de Sevilla.
- Regina Angliei, Eleanor de Aquitania, părăsește curtea din Anglia, pentru a se stabili la Poitiers, impulsionând genul literar l'amour courtois.
- Se întemeiază mănăstirea rusă Sfântul Pantelimon, la Muntele Athos.

## Înscăunări
- 18 ianuarie: Shirkuh, vizir de Cairo.
- 23 martie: Saladin, vizir de Cairo.
- 15 august: Henric al VI-lea de Hohenstaufen, rege romano-german.
- aprilie: Richard, duce de Aquitania.

## Nașteri
- 10 septembrie: Alexios al II-lea, împărat al Bizanțului (d. 1183).
- Theodor Branas, general bizantin (d. ?)

## Decese
- 2 ianuarie: Bertrand de Blanchefort, mare maestru al Ordinului templierilor (n.c. 1109).
- 18 ianuarie: Shawar, vizir fatimid de Cairo (n. ?)
- 23 martie: Shirkuh, locotenentul lui Nur ad-Din și vizir de Cairo (n. ?)
- 9 iulie: Guido de Ravenna, cartograf, entomolog și istoric italian (n ?)
- Boleslav Sverkersson, pretendent la tronul Suediei (n. ?)
- Etienne de Perche, cancelar al regatului Siciliei și arhiepiscop de Palermo (n. ?)